# Каррес-Касабер
Карре́с-Касабе́р (фр. Carresse-Cassaber) — коммуна во Франции, находится в регионе Аквитания. Департамент — Атлантические Пиренеи. Входит в состав кантона Ортез и Тер-де-Гав и дю Сель. Округ коммуны — По.
Код INSEE коммуны — 64168.

## География

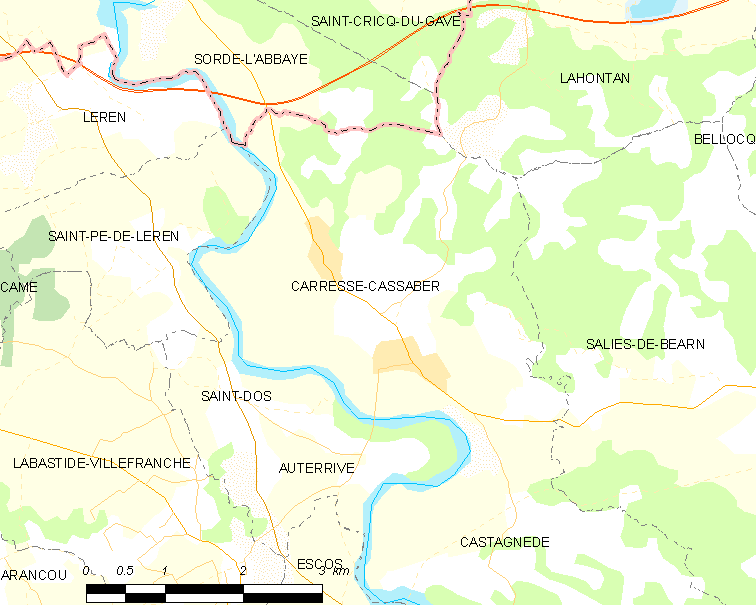
Карта коммуны

Коммуна расположена приблизительно в 650 км к югу от Парижа, в 155 км южнее Бордо, в 55 км к западу от По.
По территории коммуны протекают реки Гав-д’Олорон и Сале.

### Климат
Климат тёплый океанический. Зима мягкая, средняя температура января — от +5°С до +13°С, температуры ниже −10 °C бывают редко. Снег выпадает около 15 дней в году с ноября по апрель. Максимальная температура летом порядка 20-30 °C, выше 35 °C бывает очень редко. Количество осадков высокое, порядка 1100 мм в год. Характерна безветренная погода, сильные ветры очень редки.

## Население
Население коммуны на 2010 год составляло 639 человек.
| 1962 | 1968 | 1975 | 1982 | 1990 | 1999 | 2010 |
| ---- | ---- | ---- | ---- | ---- | ---- | ---- |
| 551  | 746  | 697  | 589  | 536  | 459  | 639  |

## Администрация
| Период | Период | Фамилия        | Партия | Примечания |
| ------ | ------ | -------------- | ------ | ---------- |
| 2001   | 2020   | Мишель Лансало |        |            |

## Экономика
В 2010 году среди 377 человек трудоспособного возраста (15-64 лет) 275 были экономически активными, 102 — неактивными (показатель активности — 72,9 %, в 1999 году было 67,1 %). Из 275 активных жителей работали 247 человек (137 мужчин и 110 женщин), безработных было 28 (13 мужчин и 15 женщин). Среди 102 неактивных 19 человек были учениками или студентами, 55 — пенсионерами, 28 были неактивными по другим причинам.

## Достопримечательности
- Замок Касабер (XVII век). Исторический памятник с 2010 года[4]
- Церковь Св. Стефана (1841 год)[5]
- Церковь Св. Иакова (1853 год)[6]